# Nikolaj Afanas'evič Krjučkov
Nikolaj Afanas'evič Krjučkov (in russo Никола́й Афана́сьевич Крючко́в?; Mosca, 6 gennaio 1901 – Mosca, 13 aprile 1994) è stato un attore sovietico, Artista del Popolo dell'Unione Sovietica nel 1965.

## Filmografia parziale
- Sobborghi (Окраина, di Boris Vasil'evič Barnet, 1933)
- Vicino al mare più azzurro (У самого синего моря,di Boris Vasil'evič Barnet, 1936)
- Na granice (На границе, di Aleksandr Gavrilovič Ivanov, 1938)
- I trattoristi (Трактористы), regia di Ivan Aleksandrovič Pyr'ev (1939)
- Paren' iz našego goroda (Парень из нашего города, di Aleksandr Borisovič Stoller e Boris Ivanov 1942)
- Delo Rumjanceva (Дело Румянцева, di Iosif Efimovič Chejfic, 1955)
- Il quarantunesimo (Сорок первый, di Grigorij Naumovič Čuchraj, 1956)
- Ballata di un soldato (Баллада о солдате, di Grigorij Naumovič Čuchraj, 1959)
- Gusarskaja ballada (Гусарская баллада, di El'dar Rjazanov, 1962)
- Ženit'ba Bal'zaminova (Женитьба Бальзаминова, di Konstantin Naumovič Voinov, 1964)
- Doktor Vera (Доктор Вера, di Damir Alekseevič Vjatič-Berežnych, 1967)
- Maratona d'autunno (Осенний марафон, di Georgij Danelija, 1979)

## Doppiatori italiani
- Giorgio Capecchi in Il quarantunesimo, Ballata di un soldato